# Prisopus ariadne
Prisopus ariadne är en insektsart som beskrevs av Morgan Hebard 1923. Prisopus ariadne ingår i släktet Prisopus och familjen Prisopodidae. Inga underarter finns listade i Catalogue of Life.